# Thanaweya Amma
Thanaweya Amma (em árabe: ثانوية عامة ) é uma série de testes padronizados em Egito que precedem o Certificado Geral do Ensino Secundário General para escolas secundárias públicas e serve como um exame de entrada universidades públicas no Egito.
Thanaweya Amma significa 'Secundário Geral' em Árabe moderno padrão.No contexto do sistema de educação egípcio, refere-se à trajetória de um ensino geral de segundo grau (em contraste com um ensino técnico ou vocacional), aos exames de finalização ao fim da trajetória, e ao diploma que um estudante recebe ao passar em tais exames.